# Wilhelm Heuber
Wilhelm Heuber (ur. 11 lutego 1898 w Monachium, zm. 24 czerwca 1957 w Bergneustadt) – niemiecki polityk, nazista, Reichsamtsleiter.

## Życiorys
1 marca 1930 wstąpił do NSDAP. Od 30 września 1939 roku był członkiem organizacyjnego sztabu w zarządzie cywilnym okupowanych obszarów na wschodzie. 26 października 1939 został pełnomocnikiem generalnego gubernatora w Berlinie.